# Wingen-sur-Moder
Wingen-sur-Moder [viŋ(g)ən syʁ mɔdɛʁ] (deutsch Wingen an der Moder) ist eine französische Gemeinde mit 1574 Einwohnern (Stand 1. Januar 2021) im Département Bas-Rhin in der Europäischen Gebietskörperschaft Elsass und in der Region Grand Est. Sie liegt im Arrondissement Saverne und dort im Kanton Ingwiller.

## Geographie
Wingen liegt am Flüsschen Moder und ist Teil des Naturparks Nordvogesen. Nachbargemeinden sind im Norden Meisenthal und Goetzenbruck (beide im Département Moselle), im Südosten Wimmenau, im Süden Erckartswiller, im Südwesten Zittersheim sowie im Nordwesten Rosteig und Soucht (Département Moselle).

## Geschichte
Das Dorf kam um 1790 zum Amt Wörth der Grafschaft Hanau-Lichtenberg, die damals zur Landgrafschaft Hessen-Darmstadt gehörte. Mit dem durch die Französische Revolution begonnenen Umbruch wurde das Amt Wörth Bestandteil Frankreichs und in den folgenden Verwaltungsreformen aufgelöst.

### Bevölkerung
Der Ort hatte früher einen verhältnismäßig großen jenischen Bevölkerungsanteil. Dieser ist – in weit geringerem Maße – immer noch vorhanden.
| Jahr      | 1798 | 1962 | 1968 | 1975 | 1982 | 1990 | 1999 | 2007 | 2012 | 2014 |
| Einwohner | 250  | 1232 | 1458 | 1539 | 1550 | 1551 | 1487 | 1609 | 1562 | 1614 |

## Sehenswürdigkeiten
Wingen ist bekannt durch die Glasmanufaktur Cristallerie Lalique. Die Gebäude der Manufaktur wurden von dem Architekten Jean-Michel Wilmotte, der sich durch die Restauration des Collège des Bernardins in Paris ausgezeichnet hat, zu dem im Juli 2011 eröffneten Musée Lalique umgebaut.

## Partnergemeinden
Mit der Gemeinde Burgkirchen an der Alz im Landkreis Altötting besteht eine Partnerschaft.

## Persönlichkeiten
- Eduard Teutsch (1832–1908), in Wingen-sur-Moder geborener Glasfabrikant und Mitglied des Reichstages
- René Lalique (1860–1945), Schmuck- und Glaskünstler, Unternehmer, eröffnete 1921 den Produktionsstandort Lalique in Wingen-sur-Moder
- Silvio Denz (* 1956), Schweizer Unternehmer und Sammler, erwarb 2008 die Manufaktur Lalique S.A. in Wingen-sur-Moder